# Орцокко III
Орцокко III (італ. Orzocco III; — 1147) — 11-й юдик (володар) Арборейської юдикату у 1147 році. В деяких джерелах позначається як Торбено.

## Життєпис
Походив з династії Лакон-Серра. Стосовно батьків точаться дискусії: за однією версією був сином юдики Костянтина I, за іншою — Гоннаріо II і молодшим братом Костянтина I.
Про нього відомостей обмаль. Ймовірно у 1130-х роках очолював походи проти Торреського юдикату. Водночас став співволодарем Арборейського юдикату разом з Комітою II. У 1146 році після поразки останнього від пізанців, очолив боротьбу проти Торреського юдикату, якому Балдуїн, архієпископ Пізи, планував передати Арборею. Загинув у війні з Торресом чи пізанцями або повалений небожем Баризоном II.